# Ludovico Malvezzi
Ludovico Malvezzi (Bologna, 1418 – Ascoli Piceno, agosto 1467) è stato un nobile e condottiero italiano, duca di Atri, conte di Castel Guelfo, Quadri, Taranta Peligna e Teodorano, signore di Castel San Giovanni, Castelguidone, Montenerodomo, Scontrone e Torrebruna, e governatore di Bergamo.

## Biografia
Ludovico Malvezzi nacque a Bologna nel 1418 da Gaspare Malvezzi e Giovanna Bentivoglio. Aveva cinque fratelli, Achille, Virgilio, Ercole, Pirro e Troilo. Sin da giovane insieme al cugino Annibale I Bentivoglio venne avviato alla carriera militare nella compagnia di ventura di Micheletto Attendolo.
Dal 1436 al 1439 prese parte agli scontri, svoltisi nel Regno di Napoli, che vedevano contrapposti i rivali al trono Renato d'Angiò-Valois ed Alfonso V d'Aragona.
Dal 1440 al 1446 partecipò a Bologna a varie giostre ed aiutò in battaglia il cugino.
Nel 1446 tornò a servire Micheletto Attendolo, schierato nelle file della Repubblica di Firenze; affrontò così a Cremona il condottiero Francesco Piccinino, saccheggiò l'anno seguente Pavia e la Brianza, conquistò Mandello del Lario, Lecco e Brivio e nel 1448 contrastò l'Aurea Repubblica Ambrosiana. In particolare, in quest'ultimo anno prese parte alla battaglia di Caravaggio, dove fu sconfitto da Francesco Piccinino e Francesco Sforza e fatto prigioniero. Liberato l'anno successivo dallo Sforza grazie al rovesciamento delle alleanze da parte di quest'ultimo, si portò alla difesa di Parma.
Nel 1452 si ritrovò a fronteggiare lo Sforza, divenuto nel frattempo duca di Milano, e Ludovico III Gonzaga, registrando in più riprese numerose perdite nel suo esercito.
Nel 1454 affrontò in territorio lombardo Bartolomeo Colleoni: tra le file del Malvezzi numerosissimi sono i prigionieri, tra cui Ludovico in persona. Il Malvezzi verrà però liberato poco dopo. Ciononostante vide crescere il suo potere: Borso d'Este lo rese nobile, Giovanni d'Angiò-Valois gli conferì lo stemma per la sua stirpe e nel 1460 Federico III d'Asburgo lo creò conte palatino. In quest'ultimo anno inoltre combatté per lo Stato Pontificio contro Roberto e Sigismondo Pandolfo Malatesta a Pergola, Arcevia, Jesi e Fano, riportando esiti positivi.
Nel 1461, alla difesa di alcuni feudi nelle Marche, fu sconfitto duramente dall'esercito di Sigismondo Pandolfo Malatesta. Le cronache locali riportano che le sue truppe, intimorite dall'uso della spingarda, un nuovo tipo di artiglieria, si disfecero, nonostante la dura resistenza opposta dal Malvezzi stesso. Tuttavia papa Pio II decise di licenziarlo, permettendone così il passaggio nelle file degli Aragonesi.
Nel 1462 con Matteo di Capua sottrasse Atri e Cellino Attanasio a Giosia Acquaviva ed Ortona a Francesco Riccardi, seguì poi il re Ferrante d'Aragona contro i ribelli Antonio Caldora e Jacopo Piccinino. Per le sue imprese verso la fine dell'anno venne investito dal sovrano conte di Taranta Peligna e barone di Quadri. Terminatagli la condotta militare con gli Aragonesi, ottenne l'anno seguente grazie alle pressioni di Francesco Sforza nuovi incarichi dallo Stato Pontificio, tra cui quello di ricollegarsi con gli Aragonesi per attaccare Marino Marzano. Per i suoi meriti Ferrante d'Aragona lo fece entrare nel Gran Consiglio di Stato e di Guerra, lo nominò luogotenente del figlio Federico e lo rese signore di Castelguidone, Montenerodomo, Scontrone e Torrebruna.
Dopo aver trascorso alcuni mesi senza ricevere alcun tipo di incarico, Ludovico Malvezzi accettò una provvigione annua di 1 500 ducati senza alcun comando di uomini d'arme, proposta offertagli dal sovrano napoletano. Nel 1467 si vide aumentare la provvigione. Nell'agosto dell'anno, mentre si dirigeva verso Bologna per contrastare le milizie veneziane di Bartolomeo Colleoni, fu colto da una brutta febbre che lo portò alla morte. Fu sepolto ad Ascoli Piceno.

## Ascendenza
|                                 |                     |                             | Genitori |  |  | Nonni |  |  | Bisnonni                    |  |  | Trisnonni         |  |
|                                 |                     |                             |          |  |  |       |  |  | Giuliano "Vezzolo" Malvezzi |  |  | Giuliano Malvezzi |  |
|                                 |                     |                             |          |  |  |       |  |  | Giuliano "Vezzolo" Malvezzi |  |  | Giuliano Malvezzi |  |
|                                 |                     | ?                           |          |  |  |       |  |  | Giuliano "Vezzolo" Malvezzi |  |  |                   |  |
| Musotto Malvezzi                |                     |                             |          |  |  |       |  |  | Giuliano "Vezzolo" Malvezzi |  |  |                   |  |
|                                 |                     | Beatrice Sabbadini          | ?        |  |  |       |  |  |                             |  |  |                   |  |
|                                 |                     | Beatrice Sabbadini          | ?        |  |  |       |  |  |                             |  |  |                   |  |
|                                 |                     | Beatrice Sabbadini          | ?        |  |  |       |  |  |                             |  |  |                   |  |
| Gaspare Malvezzi                |                     | Beatrice Sabbadini          |          |  |  |       |  |  |                             |  |  |                   |  |
|                                 |                     | Toniolo Zanzifabri          | ?        |  |  |       |  |  |                             |  |  |                   |  |
|                                 |                     | Toniolo Zanzifabri          | ?        |  |  |       |  |  |                             |  |  |                   |  |
|                                 |                     | Toniolo Zanzifabri          | ?        |  |  |       |  |  |                             |  |  |                   |  |
| Margherita Zanzifabri           |                     | Toniolo Zanzifabri          |          |  |  |       |  |  |                             |  |  |                   |  |
|                                 |                     | ?                           | ?        |  |  |       |  |  |                             |  |  |                   |  |
|                                 |                     | ?                           | ?        |  |  |       |  |  |                             |  |  |                   |  |
|                                 |                     | ?                           | ?        |  |  |       |  |  |                             |  |  |                   |  |
| Ludovico Malvezzi               |                     | ?                           |          |  |  |       |  |  |                             |  |  |                   |  |
|                                 | Antonio Bentivoglio | ?                           |          |  |  |       |  |  |                             |  |  |                   |  |
|                                 | Antonio Bentivoglio | ?                           |          |  |  |       |  |  |                             |  |  |                   |  |
|                                 | Antonio Bentivoglio | ?                           |          |  |  |       |  |  |                             |  |  |                   |  |
| Giovanni I Bentivoglio          | Antonio Bentivoglio |                             |          |  |  |       |  |  |                             |  |  |                   |  |
|                                 |                     | Zanna Calorio de' Maranensi | ?        |  |  |       |  |  |                             |  |  |                   |  |
|                                 |                     | Zanna Calorio de' Maranensi | ?        |  |  |       |  |  |                             |  |  |                   |  |
|                                 |                     | Zanna Calorio de' Maranensi | ?        |  |  |       |  |  |                             |  |  |                   |  |
| Giovanna Bentivoglio            |                     | Zanna Calorio de' Maranensi |          |  |  |       |  |  |                             |  |  |                   |  |
|                                 |                     | Cino da Castel San Pietro   | ?        |  |  |       |  |  |                             |  |  |                   |  |
|                                 |                     | Cino da Castel San Pietro   | ?        |  |  |       |  |  |                             |  |  |                   |  |
|                                 |                     | Cino da Castel San Pietro   | ?        |  |  |       |  |  |                             |  |  |                   |  |
| Elisabetta da Castel San Pietro |                     | Cino da Castel San Pietro   |          |  |  |       |  |  |                             |  |  |                   |  |
|                                 |                     | ?                           | ?        |  |  |       |  |  |                             |  |  |                   |  |
|                                 |                     | ?                           | ?        |  |  |       |  |  |                             |  |  |                   |  |
|                                 |                     | ?                           | ?        |  |  |       |  |  |                             |  |  |                   |  |
|                                 |                     | ?                           |          |  |  |       |  |  |                             |  |  |                   |  |

## Discendenza
Ludovico Malvezzi si sposò a Bologna nel 1458 con Taddea del Carretto, da cui ebbe quattro figli, Marcantonio, Piriteo, Lucio e Persio, e due figlie, Giulia e Violante.